# Варли, Флитвуд
Флитвуд Эрнест Варли (англ. Fleetwood Ernest Varley; 12 июля 1862, Лондон — 26 марта 1936, Лондон) — британский стрелок, призёр летних Олимпийских игр.
Варли участвовал в летних Олимпийских играх в Лондоне в стрельбе из армейской винтовки среди команд. Вместе со своей сборной он занял второе место.
На следующих летних Олимпийских играх 1912 в Стокгольме Варли соревновался в одиночной стрельбе из армейской винтовки и стал 27-м в стрельбе из любой позиции на 600 метров и 50-м в стрельбе с трёх позиций на 300 метров.